# Valerio (famiglia)
Valerio (già de Valeris o de Valeri) è un'antica famiglia nobile, ritenuta d'antichissime origini romano-sabine (Gens Valeria), annoverata nel medioevo, fra quelle dello Stato di Milano, divisa dal ceppo comune in diverse linee e rami, tra cui quello principale è  quello di Parma, conti di Baganzola per investitura di Gian Galeazzo Visconti,  estintosi nei Malaguzzi Valeri tuttora fiorenti. 

## Storia

### La linea del Tortonese

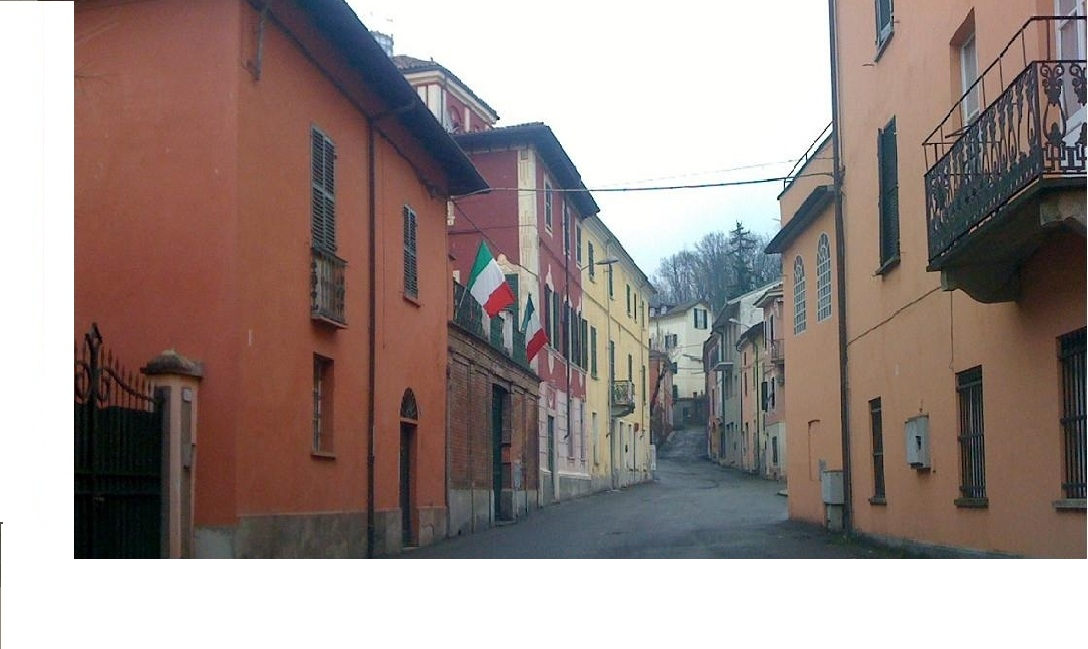
Lungo la via Alberto Valerio a Villalvernia: sulla des. Villa Valerio - Costa (ocra); sulla sin. la dépendance Carbone già Vaquer (terra di siena) della Villa Carbone già Valerio (rossa con torretta), a seguire la villa Gritta già Valerio (ocra chiaro)

La linea del Tortonese di casa Valerio (il tortonese già parte del Ducato di Milano e passato al Piemonte com'è noto col trattato di Vienna 1735-38), ebbe in tale zona possedimenti terrieri figuranti nei più antichi catasti come “fundi Valeriani” detenuti a titolo di franco allodio in qualità cioè di liberi allodieri esenti da giurisdizione e tributi “exemptes more nobilium”. Altri possessi ebbe pure, specie nella zona collinare di molti diversi Comuni  a titolo di feudo rustico concessi poi in enfiteusi anche con canoni redimibili che ne portarono all'alienazione.

### Il Rinascimento: i Valerio a Villalvernia
Per quel che concerne  Villalvernia le proprietà della nobile famiglia Valerio che vi ha casa di campagna sono costituite verosimilmente in coincidenza di superficie (sia in destra che sinistra Scrivia) dell'antica giurisdizione del Vescovo di Tortona confeudatario per oltre la metà e contermine degli altri feudatari (consignori e poi signori del Castello) e al quale Vescovo di Tortona (nei cui confronti avevano qualità di vis-domini) subentreranno nella torre sede della Vicaria.

### Il Settecento e l'Ottocento: i Valerio Costa e i Valerio Campi

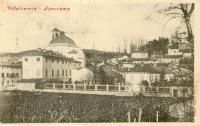
Villa Valerio - Costa, già Valerio - Campi, oggi trasformata in casa di riposo e cura

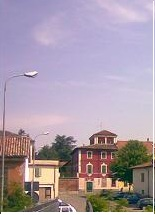
Villa Carbone (Villalvernia), storica residenza dei Valerio Costa, passata in casa Carbone

Alla cessazione della feudalità con la rivoluzione francese, la nobile famiglia Valerio di Villalvernia, paese che era sempre stato Comune, diede ininterrottamente per ogni generazione capi alla amministrazione comunale (sindaci e podestà) dal primo ottocento sotto Napoleone I (Regno Italico) fino al secondo dopo guerra. Sindaci di Villalvernia: Carlo Magno Valerio (1832), cav. Antonio Valerio (dal 1860, due volte), comm. avv. Alberto Valerio (cui è dedicata una delle vie principali di Villalvernia); Podestà: Carlo Valerio (1931 - 1935) seguito dal marchese Gian Battista Gritta (1935-1938) sposato con Carolina Valerio; Sindaci del dopo guerra: dottor Francesco Valerio (1951 - 1953).
Tale famiglia s'imparentò con altre già iscritte al patriziato civico di Tortona (Leardi e Butteri) ma anche di Genova (Carbone, Valdettaro, Gritta Tassorello). In essa si estinsero : un ramo dei Leardi (famiglia che aveva dato un Viceré alla Sardegna) e quello dei Bersani di Castelnuovo Scrivia essendo i due ultimi figli unici di tali famiglie, volontari garibaldini, caduti rispettivamente a Monsuello ed a Milazzo.
La Chiesa parrocchiale di Villalvernia, sotto il titolo di B.V. Assunta, di linee neoclassiche, venne edificata tra il 1841 ed il 1848 a spese della comunità, su un sedime donato dalla famiglia Valerio già nel 1781.

### Il Novecento: i Valerio si estinguono
Gli ultimi membri maschi della famiglia sono morti senza prole onde la famiglia può considerarsi estinta. 
L'ultima discendente, donna Marina Valerio, dama di palazzo di S.M. la Regina, sposò nel 1884 il generale Domenico Carbone.

## Albero genealogico
I Valerio:
```
│MARCO VALERIO (1525) sp. 
nob.
 Eufrosina Balbi 
dei patrizi di Tortona
, 
già del patriziato genovese
```

```
│ D. ANTONIO M. (1674) sp. 
nob.
 Giulia de Valeris
```

```
│CARLO GEROLAMO (1699) sp. 
nob.
 Giulia Folcheri, da cui:
```

Ramo dei Valerio Campi:
```
1│ANTONIO MARIA FR. (1746) sp. 
nob.
 Caterina Ferrari
  1.1│CARLO GEROLAMO (1797) sp. 
nob.
 Emilia Campi
     1.1.1│ANTONIO sp. Clelia Bidone
     1.1.2│PIETRO (1835) sp. Margherita Bogliolo (di Gerolamo Fr., notaio e della nob. Giulia Crozza, dei patrizi  di Tortona)
           1.1.2.1 │CARLO (1873)(Carrara)
           1.1.2.2 -Caterina (1871) sp. T. Colonnello Pietro Carbone di Giuseppe (ramo di Carbonara)
                     -Maria Carbone
                     -Lucia Carbone
                     -Carlo Carbone
                     -Giuseppe Carbone
     1.1.3 - Clotilde sp. Guerra (Viguzzolo)
                     - Francesco Guerra sp. Giuseppina Cappiello
                     - Emilia Guerra sp. Carpani
     1.1.4 │LORENZO (Sacerdote a Frascati)    
     1.1.5 - Maddalena sp. 
nob. avv.
 Giuseppe Valerio ( vedi 
Ramo dei Valerio Costa
)
     1.1.6 │MASSIMO (Viguzzolo) sp Giovanna Lunassi...
            1.1.6.1 │GIUSEPPE
            1.1.6.2 │FAUSTO
     1.1.7 - Ernestina sp. march. Valdettaro
                      - Annetta dei march. Valdettaro sp. Abele Persi (Villalvernia)
                      - Ida dei march. Valdettaro (Sale)
                      - Nina dei march. Valdettaro (Tortona)
```

Ramo dei Valerio Costa:
```
1│ANGELO FR. (1754) sp. 
nob.
 Francesca Olivieri
  1.1.│CARLO MAGNO (1789-1859) 
Console di S.M. Sarda
 sp. 
nob.
 Marina Costa (1804-1848)
    1.1.1│GIUSEPPE (1821) sp. 
nob.
 Maddalena Valerio (vedi 
Ramo dei Valerio Campi
)
          1.1.1.1 - Marina (1858-1959) 
dama di S.M. la Regina
 sp. 
generale
 
Domenico Carbone
, 
cav. dell'Ordine Militare di Savoia
 (1854-1923)
                        - Adelina (Lina)Carbone
                        - Maria Carbone (1884-1922) sp. 
nob. cav. don
 Lorenzo Vaquer (1876-1942), 
già R.Pretore Villalvernia, presid. S. Corte Cassazione

                                      - 
nob. donna
 Laura Vaquer (1911-2005) sp. 
nob.
 prof. dott. Aldo Ratto (1912-1974), cap. art.alp., frat. movm 
Benvenuto Ratto

                                                     - 
nob.
  Fausto Ratto Vaquer sp. nob. Anna Maria Giacomi
                                                                     - 
nob.
 Fabrizio Ratto Vaquer cav. gr. e dev. in obb. smom sp. 
nob.
 Isabella dei bar. 
Mazziotti di Celso
, dama gr. e dev. smom
                                                                                - 
nob.
 Olimpia Ratto Vaquer, dama on. e dev. smom
                                                                                - 
nob.
 Maria Lavinia Ratto Vaquer
                                                                                - 
nob.
 Giacinta Ratto Vaquer
                                                                                - 
nob.
 Francesco M. Ratto Vaquer, cav. on. e dev. smom
                                                                                - 
nob.
 Lorenzo M. Ratto Vaquer, cav. on. e dev. smom
                                                                     - 
nob.
 Barbara Ratto Vaquer sp. Luciano de Quarto
                                                                                - Fausto de Quarto
                                                                                - Tommaso Antonio de Quarto
                                                                                - Carlotta de Quarto
                                      - 
nob. donna
 Valeria Vaquer (1915-2000) sp. col. pil. 
Egidio Nardi
, med. d'arg. al v.m.
                        - Francesco Carbone sp. 
nob.
 Ninetta Corradi
                                      - Marina Carbone sp. Roberto Revello 
                                                - Chiara Revello sp. Michele Speich 
                                                          - Roberto Speich 
                                                          - Elena Speich  
                                                - Francesca Maria Revello sp. Luca Brunelli 
                                                          - Matteo Brunelli  
                                                          - Caterina Brunelli 
                                                          - Stefano Brunelli
                                                          - Marco Brunelli                                                                                                                                                                                                     
                                      - Gian Domenico Carbone
                                      - Corrado Carbone sp. Elisabetta Gandino
                                                - Francesco Carbone sp. Claudia Santarelli
                                                - Luca Carbone sp. Geraldina Marzolla
                                                          - Ludovica Carbone
                                                - Annamaria Carbone
         1.1.1.2 - Emilia sp. 
march.
 Gio. Benedetto Gritta, 
patrizio genovese

                        - 
nob.
 Laura Gritta
                        - 
march.
 Giuseppe Gritta, 
p.g.

                        - 
nob.
 Bianca  Gritta         
                        - 
march.
 G. Battista  Gritta Tassorello, 
p.g.
 sp. 
nob.
 Carolina Valerio Costa (1.1.2.1.4), di Alberto
                                      - 
nob.
 Emilia Gritta Tassorello sp. 
dott.
 Agostino Profumo
                                      - 
march.
 Gian Alberto Gritta Tassorello, 
p.g.
 sp. 
nob.
 Cecilia Cataldi
                                                                     - 
nob.
 Maria Carla Gritta Tassorello sp. Massimo Calissano
                                                                     - 
march.
 Benedetto Gritta Tassorello, 
p.g.
 sp. Francesca Lagorio
                                      - nob. Mariangela Gritta Tassorello
  1.1.2 │CARLO FRANCESCO(1822) sp. nob. Luisa Bersani, dei patrizi di Tortona
        1.1.2.1 └ALBERTO (1866)sp. Maria dei bar. Cataldi
                1.1.2.1.1 │FRANCESCO (1902), 
Sindaco di Villalvernia

                1.1.2.1.2 │RAFFAELE (ing.) sp. 
nob.
 Ninetta v. Trotta 
(ULTIMO DI CASA VALERIO - senza disc.za masch.)
 
                1.1.2.1.3 -Luisa
                1.1.2.1.4 -Carolina sp. 
march.
 G. Battista Gritta Tassorello, 
p.g.
 (del march. G.B. e di Emilia Valerio, di Giuseppe)
                1.1.2.1.5 -Adelina (Lina)
  1.1.3 │EMANUELE
  1.1.4 │ALESSANDRO(Genova) sp. nob. Adele dei march. Valdettaro
  1.1.5 - Chiara sp. "nob." Saverio Luigi Butteri, patrizio di Tortona (n.11.09.1814)
                - 
nob.
 Giuseppe Butteri, 
patr. di Tortona
 sp. 
nob.
 Annetta 
dei march.
 Valdettaro      
                - 
nob.
 M. Vittoria Butteri (n. Viguzzolo 19.02.1860)
```